# Gundermann
Der Gundermann (Glechoma hederacea), auch Gundelrebe genannt, ist eine Pflanzenart aus der Familie der Lippenblütler (Lamiaceae). Die wintergrüne, ausdauernd krautige Pflanze bildet lange, niedrige Ausläufer. Einige der sekundären Pflanzeninhaltsstoffe bedingen eine Giftigkeit für viele Säugetiere, dennoch dient die Pflanze vielen Wirbellosen als Futterpflanze. Aufgrund der ätherischen Öle und der Bitterstoffe wurde der Gundermann früher als Gewürzpflanze verwendet und junge Blätter als Gemüse gekocht. Die Pflanze fand bereits bei den germanischen Völkern als Heil- und Zauberpflanze Verwendung. Der Gundermann ist im Großteil Europas verbreitet. In Mitteleuropa ist er sehr häufig. Er kommt außerdem in West- und Nordasien bis Japan, Hongkong und Tonkin vor. In Neuseeland, USA und Kanada wurde er durch den Menschen eingeschleppt.

## Beschreibung

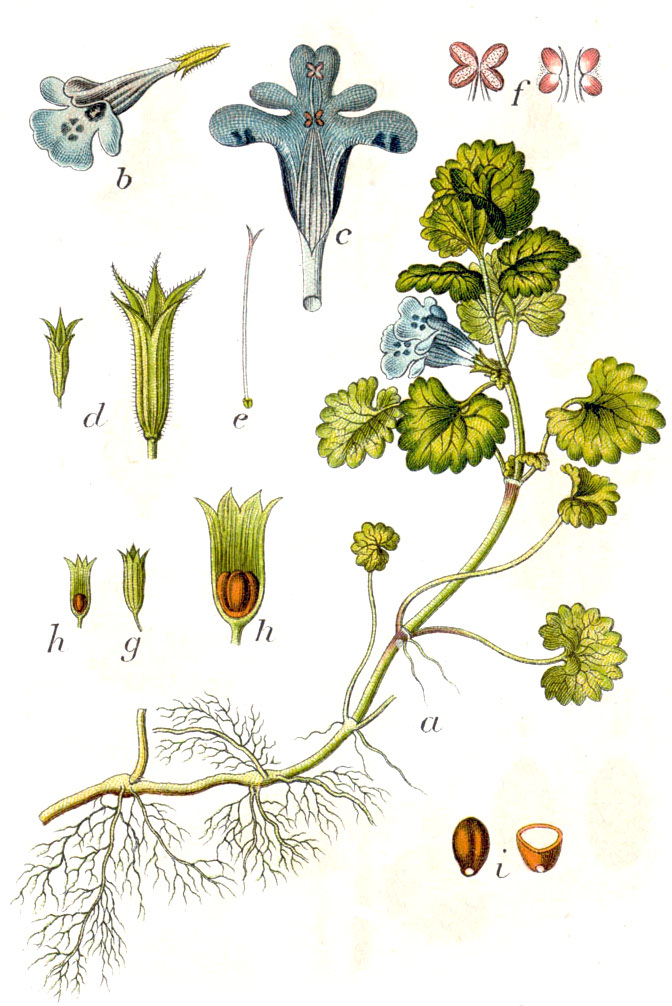
Illustration von Jacob Sturm

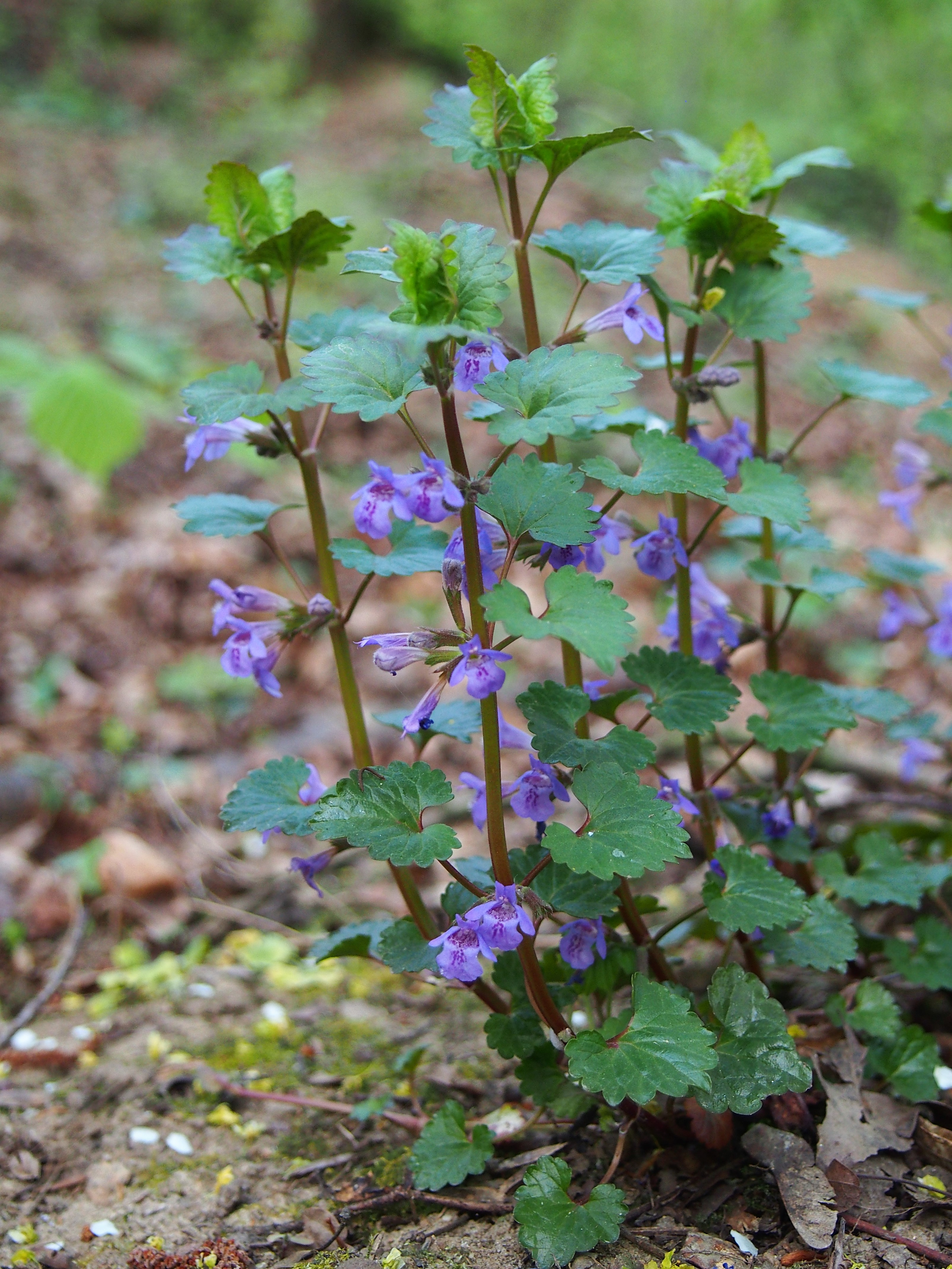
Habitus

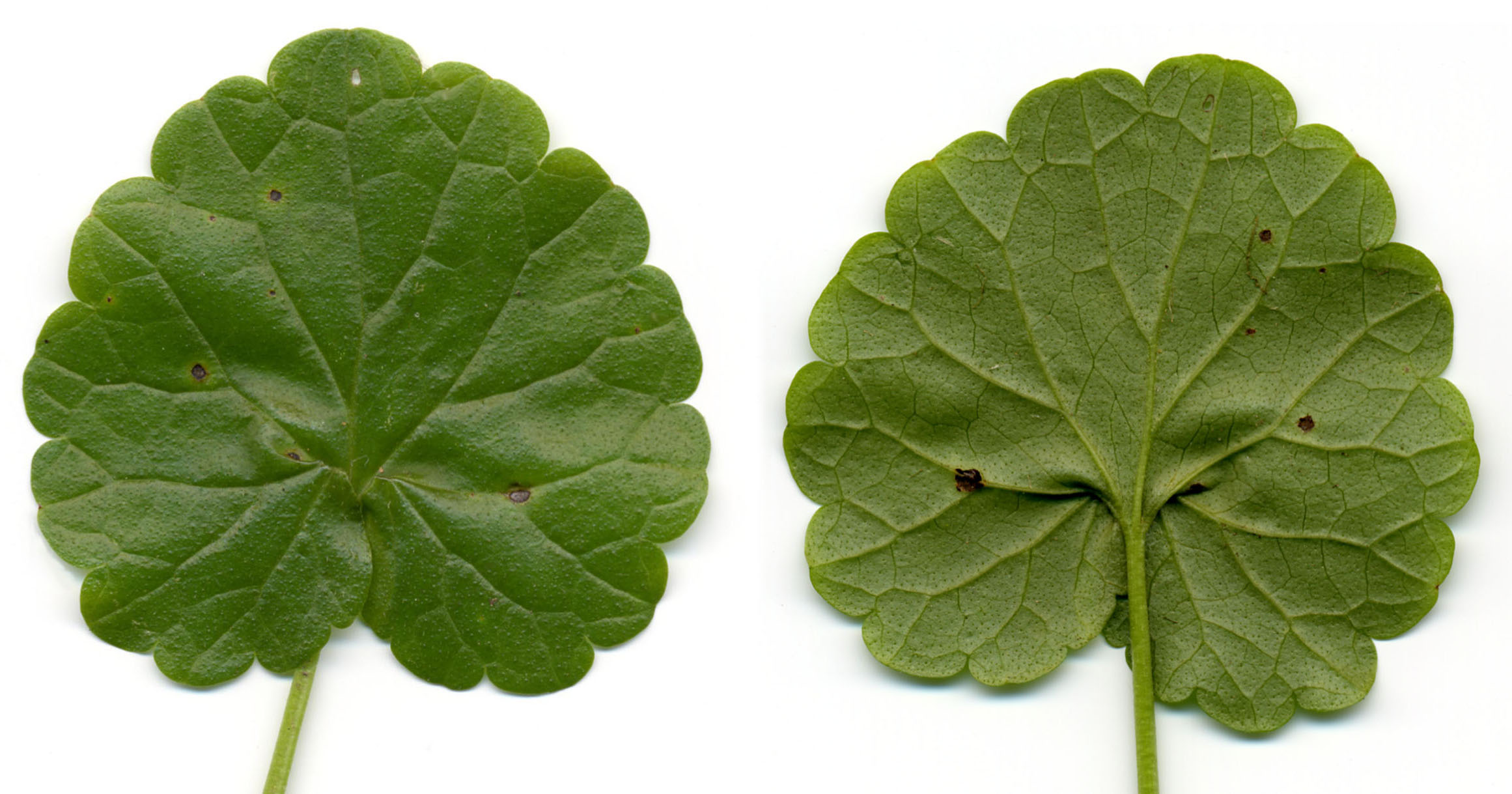
Größeres Laubblatt von oben und unten

### Erscheinungsbild und Blatt
Der Gundermann wächst als wintergrüne, ausdauernde krautige Pflanze. Die Behaarung (Indument) der Pflanzenteile ist variabel: Häufig ist sie fast kahl, sie kann aber auch dicht weich behaart sein. Stängel und Blattunterseite sind häufig purpurn überlaufen. Die nichtblühenden Sprossachsen kriechen als Ausläufer (Stolonen) am Boden, besitzen einen quadratischen Querschnitt und sind an vielen Knoten bewurzelt. Aufgrund ihres sehr raschen Wachstums und ihrer reichen Verzweigung sorgen sie für eine vegetative Vermehrung; der Hauptspross kann bis zu 2 Meter Länge erreichen. Der Gundermann ist ein Flachwurzler; die Blütentriebe sind 10 bis 30 Zentimeter hoch, aufsteigend bis aufrecht, und haben ebenfalls einen quadratischen Querschnitt.
Die Laubblätter sind kreuzgegenständig angeordnet. Die Blattstiele sind in der Länge sehr variabel, jedoch kürzer als die Internodien. Ihre Länge reicht von rund einem Zentimeter bis zu 20 Zentimetern in dichter Vegetation. Die Blattspreiten sind mit einer Länge von 0,4 bis 3,5 Zentimeter und einer Breite von 0,6 bis 4 Zentimeter, meist jedoch nicht breiter als 3 Zentimeter, nierenförmig bis rundlich-herzförmig mit stumpfer oder spitzlicher Blattspitze. Der Blattrand ist grob gekerbt. Es können gelegentlich aber auch Blattspreiten mit bis zu 8 Zentimetern Durchmesser vorgefunden werden.

### Blütenstand und Blüte
Die zwei- bis fünfblütigen Blütenstände entspringen den Achseln von Laubblättern. Die Deckblätter (Brakteolen) der einzelnen Blüten sind 1 bis 1,5 Millimeter groß und behaart.
Die Blüten sind die für die Lippenblütler typischen zygomorphen Lippenblüten. Der Kelch ist röhren- bis glockenförmig, leicht zweilippig und besitzt 15 Nerven. Die Krone ist meist 15 bis 22 (6 bis 25) Millimeter lang und von blau-violetter Farbe mit purpurnen Flecken an der Unterlippe; selten ist die Krone rosa oder weiß. Die Oberlippe der Krone ist flach und hat drei dreieckige Zähne, die rund 0,2- bis 0,3-mal so lang wie die Kronröhre sind. Die Unterlippe hat zwei Zähne. Die Kronröhre ist schmal konisch, gerade und behaart. Es sind zwei lange und zwei kurze Staubblätter ausgebildet. Sie befinden sich an der Unterseite der Oberlippe. Die Pollensäcke öffnen sich mit Längsschlitzen. Zwei Fruchtblätter sind zu einem oberständigen, vierfächrigen Fruchtknoten verwachsen, wobei jedes Fach eine Samenanlage enthält.
Die Blüten sind zwittrig. Es kommen auch männlich-sterile Blüten vor. Diese sind meist kleiner, und die reduzierten Staubblätter sind in die Kronröhre integriert. Klone bilden dabei entweder nur zwittrige oder nur männlich-sterile Blüten. Die Ausbildung des Geschlechts ist nicht rein genetisch bedingt. Unter günstigen Wachstumsbedingungen können viele männliche Klone zwittrige Blüten hervorbringen. In seltenen Fällen wurden rein weibliche Blüten beobachtet. Die Blütezeit liegt meist zwischen April und Juni (Juli).
Die Blütenformel lässt sich so darstellen:
{\displaystyle \downarrow \;K_{(5)}\;[C_{(5)}\;A_{4}]\;G_{\underline {(|2)}}}

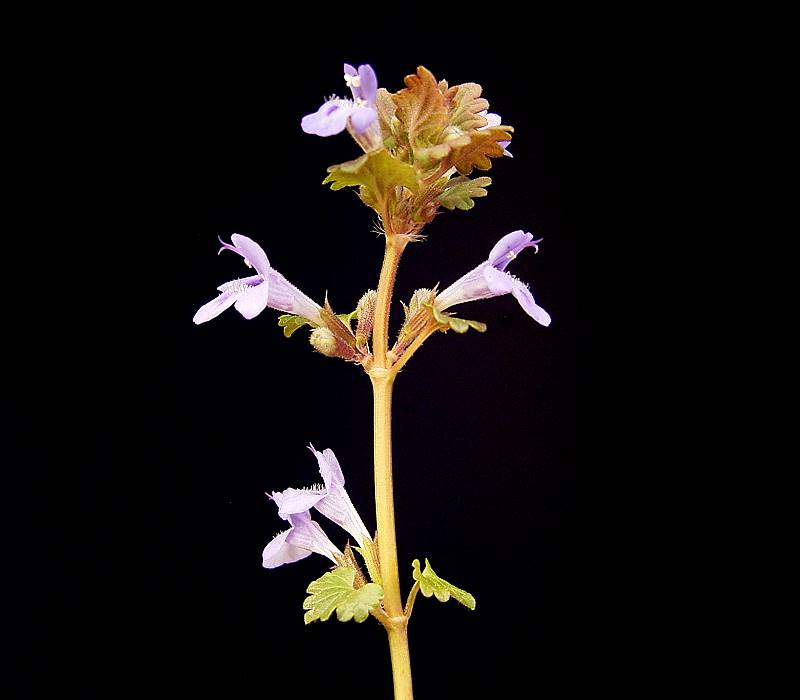
Oberster Bereich des blühenden Stengels
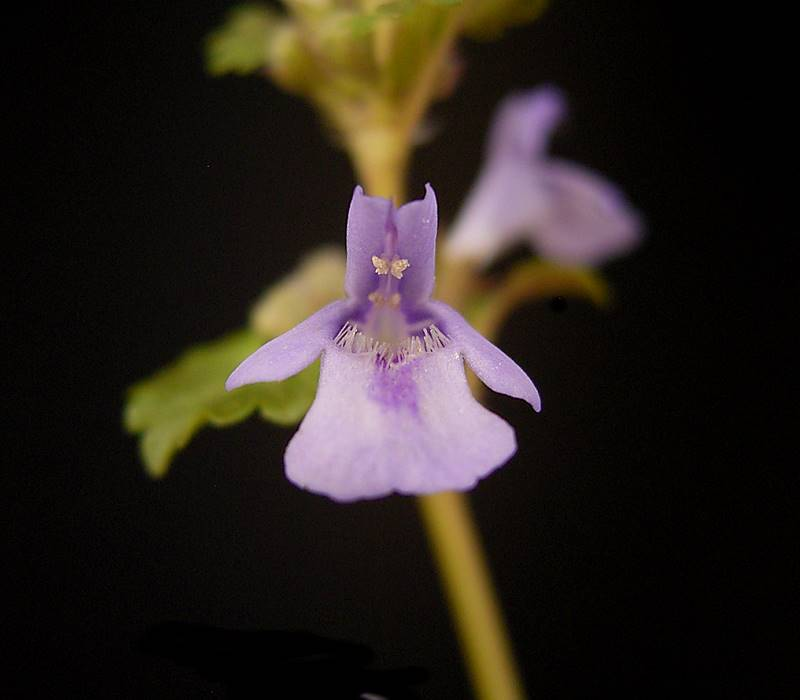
Blüte von vorne
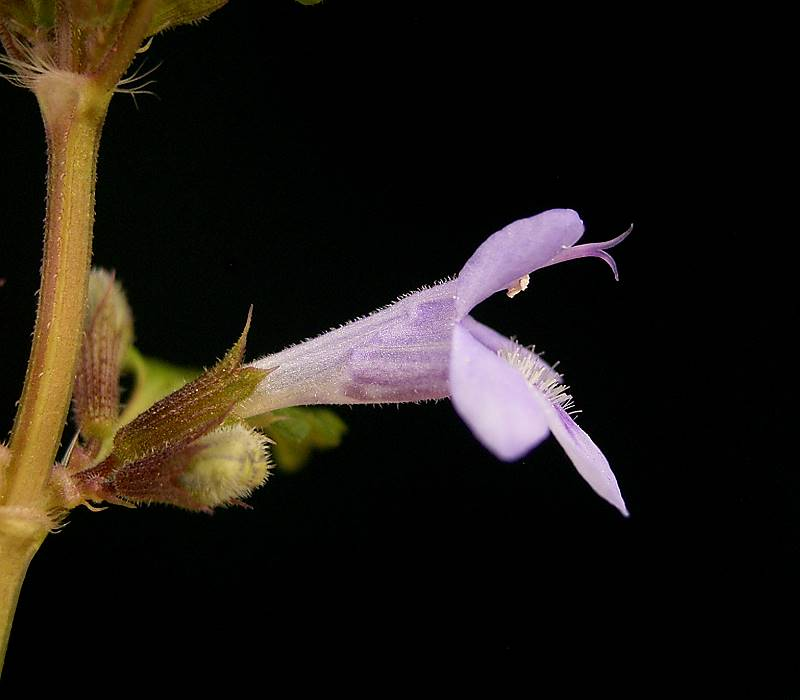
Blüte von der Seite

### Frucht
Die Klausenfrucht zerfällt in vier Teilfrüchte. Jedes Fruchtknotenfach entwickelt sich zu einer nüsschenartigen Teilfrucht (Klause). Jede Klause ist eiförmig und glatt und dabei an den Seiten, wo sie die Nachbarn berührt, leicht eingedrückt. Die Klausen tragen einen grauen Auswuchs, der als Elaiosom gedeutet wird. Bei der Reife verschleimt das Perikarp. Das Gewicht der Klausen beträgt rund 0,7 Milligramm. Die Samen sind 1,9 mal 1,1 Millimeter groß. Die Klausen werden durch Kleb-Ausbreitung und durch Ameisen ausgebreitet. Die Fruchtreife erfolgt zwischen Juni und August.

### Chromosomenzahl
Es gibt diploide und tetraploide Cytotypen mit Chromosomenzahlen von 2n = 18 oder 36.

### Inhaltsstoffe
An Inhaltsstoffen wurden aus dem Gundermann verschiedene Flavonoide (Cymarosid, Cosmosyn, Hyperosid, Isoquercetin und Luteolin-7-Di-Glukosid) und nicht-heterosidische Triterpenoide (Ursolsäure, n-Nonacosan, β-Sitosterol) isoliert. Sie enthalten auch 0,03 bis 0,06 Prozent ätherische Öle, die aus (−)-Pinocamphon, (−)-Menthon, (−)-Pulegon, α-Pinen, β-Pinen, Limonen, p-Cymen, Isomenthon, Isopinocamphon, Linalool, Menthol und α-Terpineol bestehen. Gerbstoffe sind mit 3 bis 7 Prozent vertreten. Daneben kommen noch ein nicht genauer bekannter Bitterstoff namens Glechomin sowie Marrubiin und Saponine vor. Die Blätter enthalten auch Lektine, die spezifisch N-Acetylgalactosamin binden und die den Lektinen der Hülsenfrüchtler (Fabaceae) ähnlich sind.
Forschungen, die die pharmakologischen Eigenschaften des Gundermann klären, lassen sich nur vereinzelt finden: Bei Sesquiterpenen aus Gundermann konnten in Versuchen cytotoxische Eigenschaften auf verschiedene Krebsarten nachgewiesen werden. Des Weiteren ließ sich eine antibakterielle, antioxidative und entzündungshemmende Wirkung feststellen.

### Weitere Illustrationen

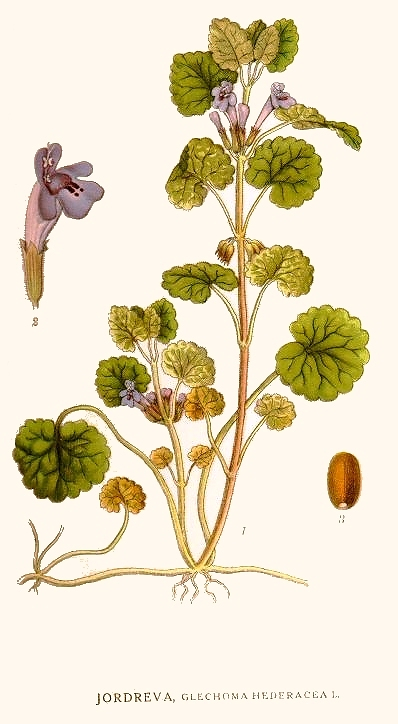
Illustration aus Bilder ur Nordens Flora
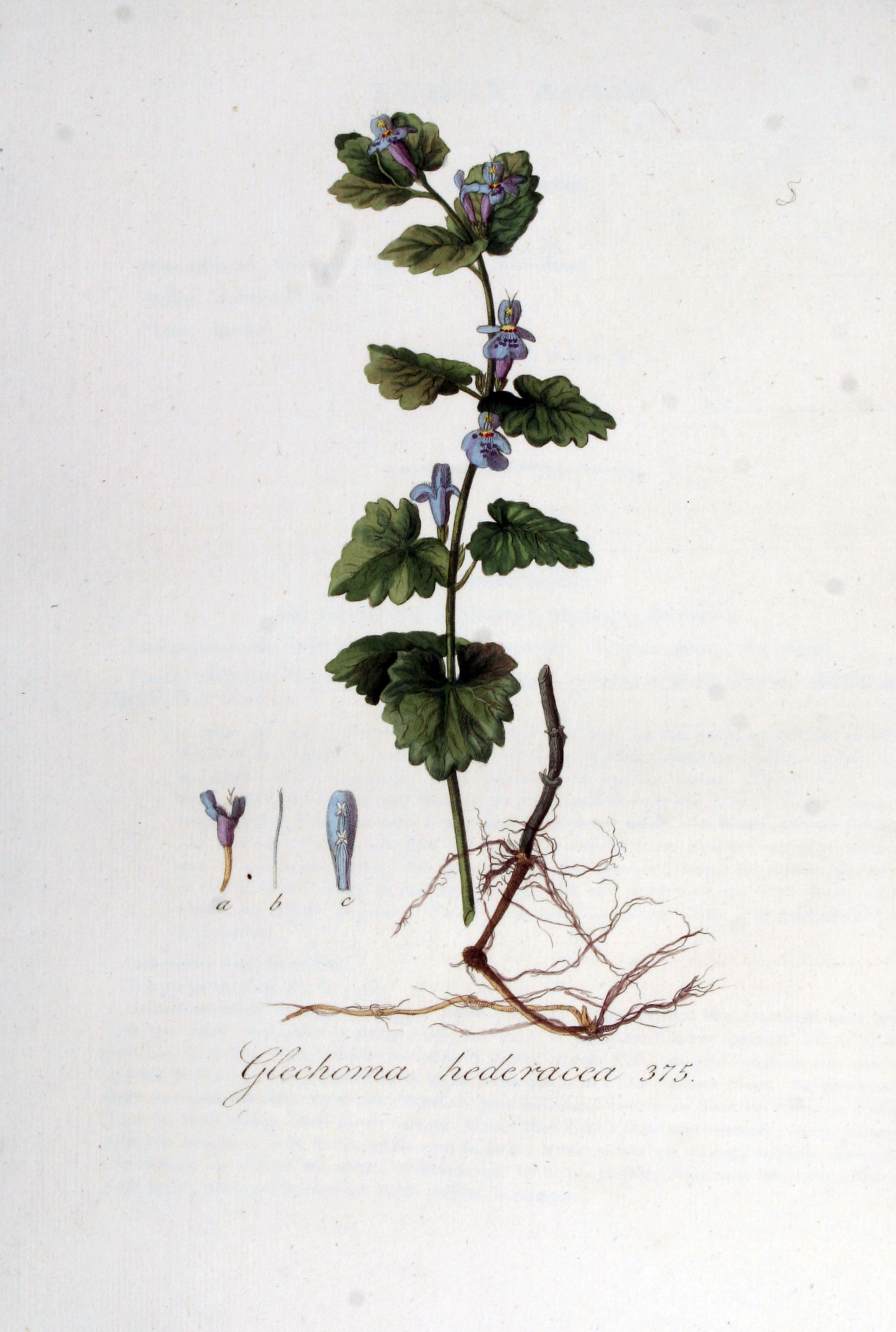
Illustration aus der Flora Batava
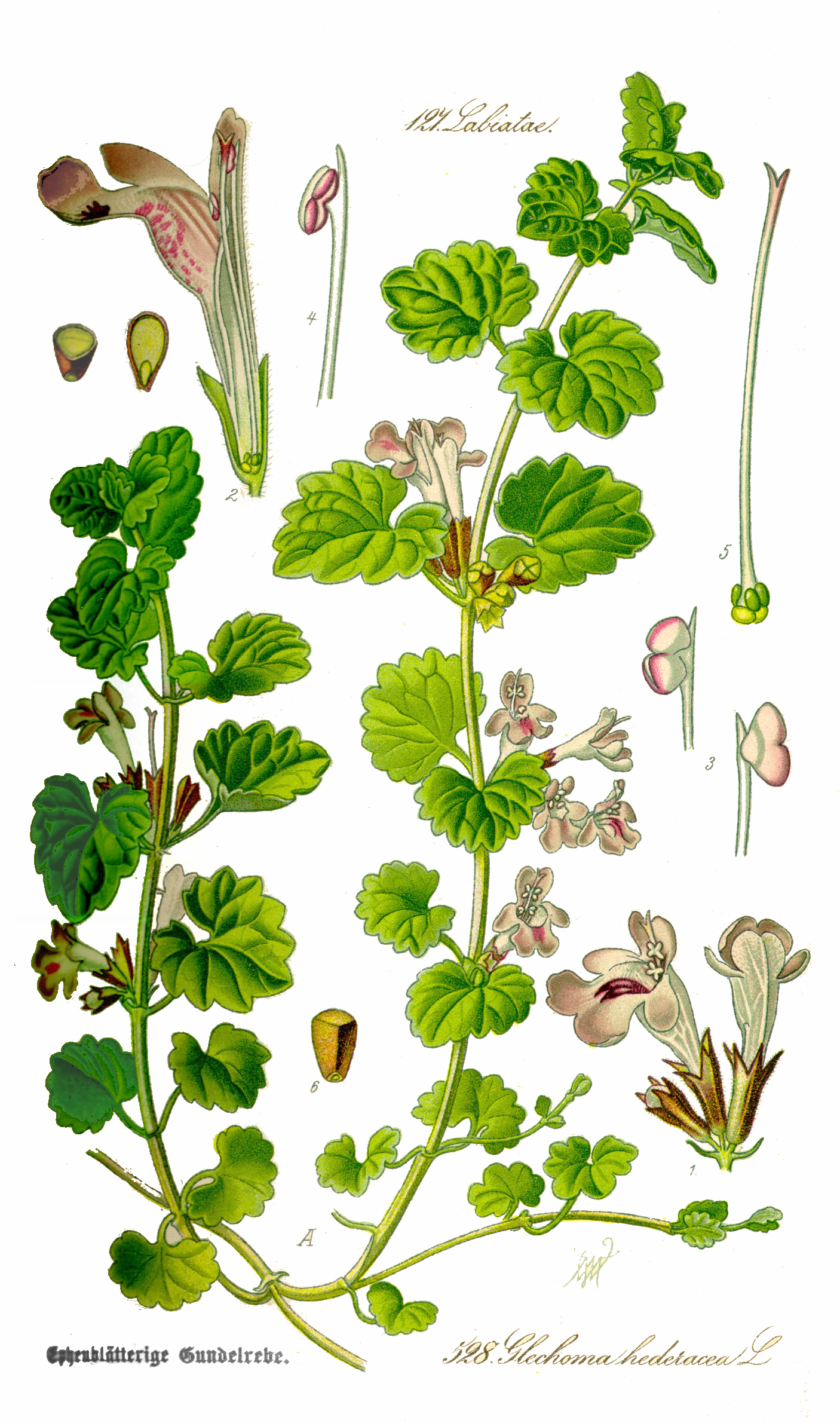
Illustration von Otto Wilhelm Thomé
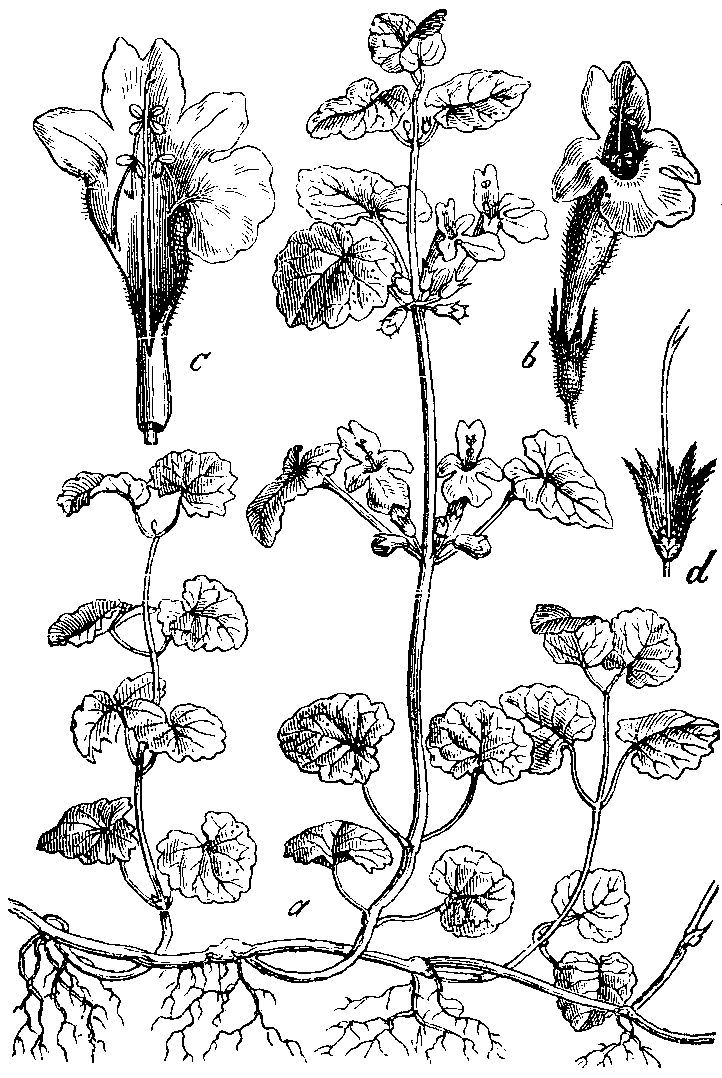
Illustration von Martin Cilenšek
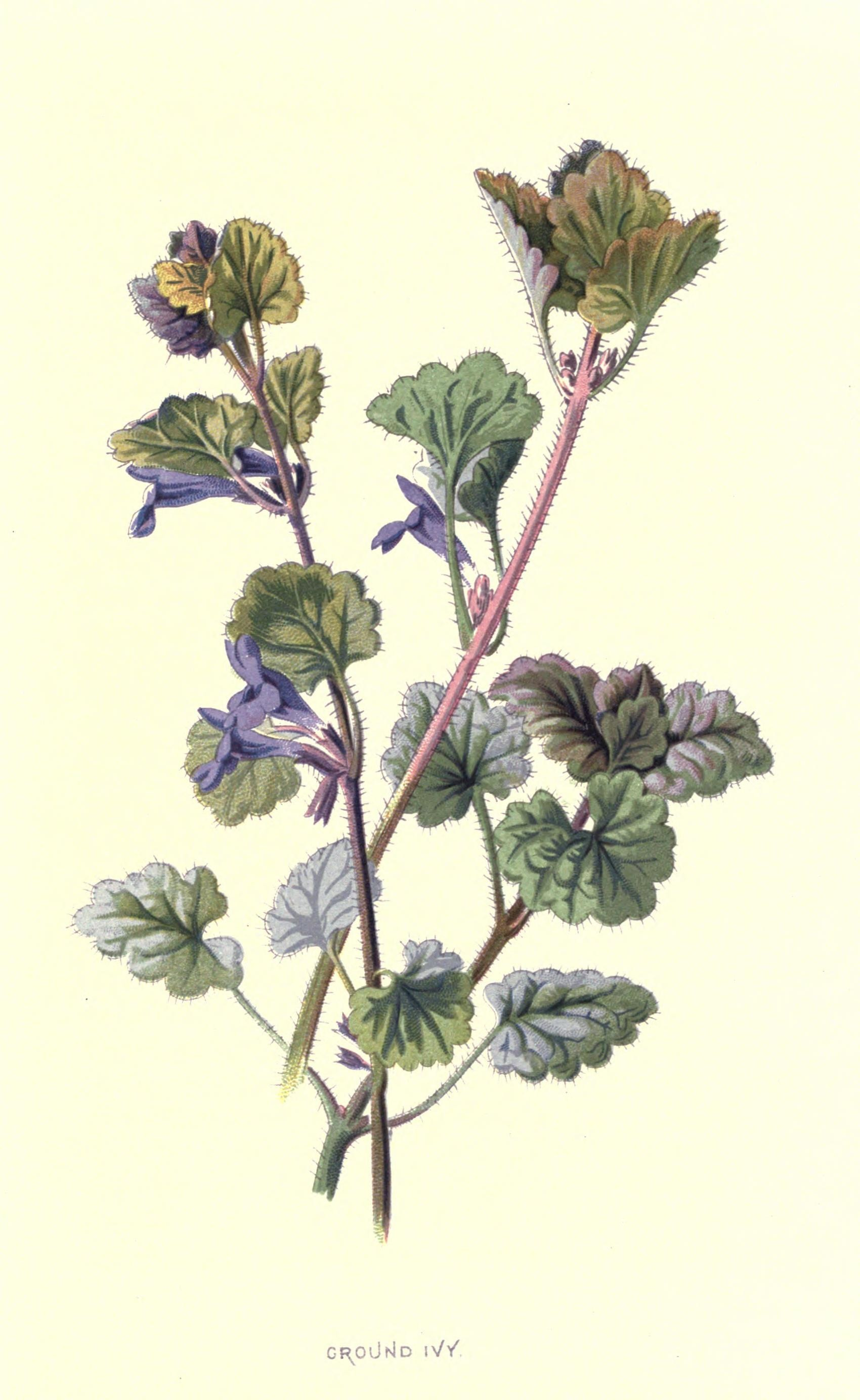
Illustration von F. Edward Hulme

## Ökologie

### Wachstum
Die Keimung erfolgt epigäisch, die Keimblätter sind grün und entfalten sich außerhalb der Samenschale. Die ersten Folgeblätter werden rund eine Woche nach der Keimung gebildet.
Der Gundermann bildet lange, niedrige Ausläufer, von denen aufrechte Blütensprosse aufsteigen. Der kriechende Hauptspross bildet alle 8 bis 15 Zentimeter Seitensprosse. Die jungen Seitensprosse werden zunächst von ihrem Tragblatt ernährt, sind aber relativ bald physiologisch unabhängig und leiten auch keine Photosyntheseprodukte an den Mutterspross zurück. Sie sind eigenständige Rameten. Das Wachstum der Internodien ist relativ rasch abgeschlossen, es wachsen lediglich zwei Internodien gleichzeitig. Das Wachstum von Blattstiel und Blattspreite hält länger an und dient der Anpassung an äußere Faktoren. In Konkurrenz mit anderen Pflanzen wird bei Beschattung die Verzweigung reduziert, die Länge der Internodien und der Blattstiele steigt signifikant an.
Bei inhomogener Verteilung der Nährstoffe im Boden werden die Adventiv-Wurzeln in nährstoffreichen Bereichen rascher und zahlreicher gebildet als in nährstoffarmen Bereichen. Bei fleckigem Lichtangebot sind Verzweigungsgrad, Blattfläche und Biomasse-Anteil der Blätter in den Bereichen mit hohem Lichtangebot höher, die Blattstiellänge kürzer.
Die Überwinterung erfolgt in Form von zweiblättrigen Sprossteilen oder von acht- bis zehnblättrigen Rosetten. Die Pflanzen sind also wintergrün. Ab April setzt das Wachstum wieder ein, die Rosetten bilden aufrechte Sprosse. An diesen Sprossen werden von April bis in den Juli die Blüten gebildet. Nach der Blüte biegen sich die Sprosse zu Boden und wachsen horizontal weiter.
Die Wurzeln sind oft von Arbuskulären Mykorrhizapilzen besiedelt, mit denen sie in Symbiose leben.

### Blütenbiologie
Die Zwitterblüten des Gundermanns sind selbstfertil, das heißt Befruchtung innerhalb einer Pflanze kann vorkommen. Zur Selbstbestäubung ist jedoch der Besuch eines Insekts notwendig. Die Blüten sind jedoch protandrisch, also vormännlich: In frisch geöffneten Blüten steht die Narbe über den Antheren und wird von einem besuchenden Insekt praktisch nicht berührt. Wenn die Antheren ihren Pollen abgegeben haben, krümmt sich die Narbe nach unten.
Die Blüten sind Lippenblumen und bilden Nektar, der an der Basis des Fruchtknotens gebildet wird. Er enthält die Zucker Fruktose, Glukose und Saccharose im Verhältnis 1,0:1,1:3,6. Eine Blüte enthält im Schnitt 0,3 Mikroliter Nektar mit durchschnittlich 43 Gewichtsprozenten Zucker.
Die Bestäubung erfolgt meist durch Hummeln und Pelzbienen. Obwohl manchenorts als unerwünschtes „Unkraut“ betrachtet, muss der Gundermann in Mitteleuropa zu den wichtigsten Frühjahrsblumen für vielerlei Wildbienen gezählt werden. Häufige Blütenbesucher sind auch Schwebfliegen, Wollschweber der Gattung Bombylius sowie Käfer und Ameisen. Schwebfliegen nehmen dabei nur Pollen auf. Auch einige Schmetterlinge zählen zu den Blütenbesuchern (Aurorafalter, Zitronenfalter, Rapsweißling).

### Herbivoren, Bekämpfung und Krankheiten

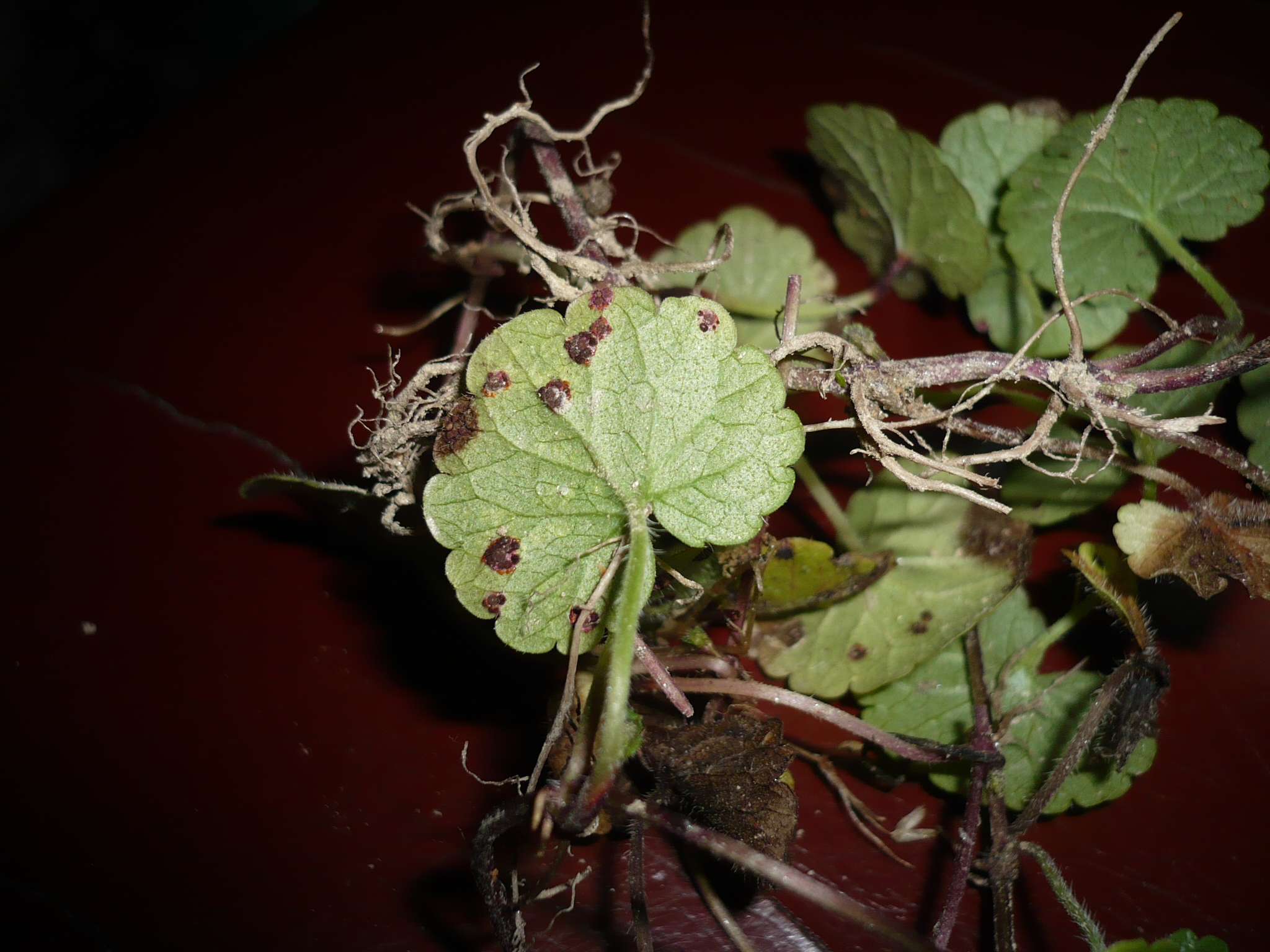
Der Rostpilz Puccinia glechomatis auf einem Blatt

Drei zusammengewachsene Gallen der Gundermann-Gallwespe

Aufgrund der ätherischen Öle und der Bitterstoffe wurde der Gundermann früher als Gewürzpflanze verwendet. Einige der sekundären Pflanzeninhaltsstoffe bedingen aber auch eine Giftigkeit für viele Säugetiere, besonders Pferde, aber auch für andere Nutztiere und etliche Nagetiere. Vergiftungen beim Menschen sind nicht bekannt. Der Futterwert wird als ohne oder sehr gering angegeben. In der Landwirtschaft gilt er deshalb als Unkraut, welches gezielt mit Glufosinat bekämpft werden kann.
Der Gundermann dient jedoch vielen Wirbellosen (Invertebrata) als Futterpflanze. Hutchings & Price nennen drei Schnabelkerfe (Hemiptera), fünf Zweiflügler (Diptera) und 21 Schmetterlingsarten. Die Gundermann-Gallwespe (Liposthenes glechomae) verursacht Gallen.
Vier parasitische Pilze sind bekannt, die diese Pflanze befallen: Der weit verbreitete Rostpilz Puccinia glechomatis DC. ist in der Zeit von Juni bis Oktober häufig auf Gundermann zu finden. Daneben treten die beiden Mehltaue Erysiphe galeopsidis DC., Erysiphe biocellata Ehrenb. sowie die Hyphomycete Ramularia calcea (Desm.) Ces. ebenfalls häufig auf.

## Vorkommen

### Verbreitung
Der Gundermann ist im Großteil Europas verbreitet. Er fehlt nur auf den Balearen, Kreta, den Färöern, Island, Spitzbergen und in der Türkei. In Mitteleuropa ist er sehr häufig. Er kommt außerdem in West- und Nordasien bis Japan, Hongkong und Tonkin vor. In Neuseeland, USA und Kanada wurde er durch den Menschen eingeschleppt. In Europa kommt die Art besonders in den temperaten Zonen des ozeanischen und subozeanischen Bereiches vor. Auf den Britischen Inseln fällt die nördliche Verbreitungsgrenze mit der 12-°C-Juli-Isotherme zusammen. In Kanada ist die Grenze die 12-°C-Juli- und die −12-°C-Januar-Isotherme. Die Verbreitung ist damit eurasisch boreo-temperat, unter Einbeziehung der Regionen, in denen die Pflanze mittlerweile eingebürgert ist, auch circumpolar boreo-temperat. Ellenberg gibt als Kontinentalitätszahl 3 an, subozeanisch bis ozeanisch.
Der Gundermann kommt von Meeresniveau bis zur montanen Höhenstufe vor. Auf den Britischen Inseln steigt er in Höhenlagen von bis zu 400 Metern, in Schweden bis 350 Metern, im Kanton Wallis bis 1600 Metern Seehöhe.
In den Allgäuer Alpen steigt er im Tiroler Teil bei Oberellenbogen bei Steeg bis zu 1250 m Meereshöhe auf.

### Standorte
Der Gundermann kommt bevorzugt auf feuchten, schweren, fruchtbaren sowie kalkhaltigen Böden vor. Am häufigsten ist er auf Böden mit einem pH-Wert zwischen 5,5 und 7,5, er gedeiht aber noch bei einem pH-Wert von 4,0. Ellenberg gibt als Feuchtezahl 6 (Frische- bis Feuchtezeiger), als Reaktionszahl x (indifferent) und als Stickstoffzahl 7 (an stickstoffreichen Standorten) an. Der Gundermann verträgt kein Salz. Häufiges Auftreten ist an eine gute Phosphat-, Nitrat- und Kalzium-Versorgung gebunden. Dazu ist jedoch zusätzlich notwendig, dass potenziell überlegene Konkurrenzpflanzen durch Schatten oder häufige Störungen nicht aufkommen.
Gundermann ist kennzeichnend für die nitratreichen und feuchtebedürftigen Saumgesellschaften, die sogar nach ihr benannt wurden (Glechometalia). Häufig ist diese Pflanze auch in Waldsäumen, Hecken und Auengebüschen zu finden. Im pflanzensoziologischen System werden diese der Klasse der mesophilen Staudenfluren (Galio-Urticetea dioicae Pass. 1967), der Klasse der Brennnessel-Holunder-Gebüsche (Urtico-Sambucetea Doing 1962), der Ordnung der Schlehen-Hecken und -Gebüsche (Prunetalia Tx. 1952) und der Ordnung der Weiden-Ufergebüsche und -gehölze (Salicetalia purpureae Moor 1958) zugeordnet.
Ein zweiter Standortschwerpunkt sind Wälder mit mäßig feuchten bis feuchten Böden, die wenig sauer sind: Sie werden im pflanzensoziologischen System als Verband der Mesotrophen Eichen-Hainbuchenwälder (Eu-Carpinion Scam. et Pass. 1959) in der Ordnung der Edellaub-Mischwälder (Fraxinetalia Scam. et Pass. 1959) bezeichnet.
Der dritte Standortschwerpunkt ist die Klasse der Wirtschaftswiesen (Molinio-Arrhenatheretea Tx. 1937). Hier blüht der Gundermann in der Wiesen-Schaumkraut-Löwenzahn-Phase zusammen mit anderen niedrigwüchsigen Pflanzen. Auch in den Wiesen kennzeichnet die Art frische, langzeitig gut wasserversorgte, sowie gut stickstoffversorgte Standorte. Innerhalb der Wirtschaftswiesen ist der Gundermann eine diagnostische Art der mittleren Standorte (Arrhenatheretalia Tx. 1931). Besonders häufig ist er hier in den Glatthafer-Fettwiesen (Arrhenatheretum) zu finden. Außerhalb der Wirtschaftswiesen kommt der Gundermann besonders in Vielschnittrasen der Gärten und Parks vor. Er verträgt Mahd sehr gut, Weide und Trittbelastung jedoch nur mäßig.
Die ökologischen Zeigerwerte nach Landolt et al. 2010 sind in der Schweiz: Feuchtezahl F = 3+w (feucht aber mäßig wechselnd), Lichtzahl L = 3 (halbschattig), Reaktionszahl R = 4 (neutral bis basisch), Temperaturzahl T = 3+ (unter-montan und ober-kollin), Nährstoffzahl N = 3 (mäßig nährstoffarm bis mäßig nährstoffreich), Kontinentalitätszahl K = 3 (subozeanisch bis subkontinental).

## Systematik
Die Gattung Glechoma gehört zur Untertribus Nepetinae in der Tribus Mentheae in der Unterfamilie Nepetoideae innerhalb der Familie der Lippenblütler (Lamiaceae). Ihre nächsten Verwandten in der heimischen Flora sind die Katzenminzen (Nepeta) und der Drachenkopf (Dracocephalum). Die Art Glechoma hederacea wurde von Carl von Linné 1753 in Species Plantarum erstveröffentlicht.
Der Gundermann kommt in Mitteleuropa in zwei Varianten vor, die heute als getrennte Arten geführt werden: der hier beschriebene Echte Gundermann (Glechoma hederacea) und der Haarige Gundermann (Glechoma hirsuta Waldst. & Kit.), der häufig als Unterart Glechoma hederacea subsp. hirsuta (Waldst. & Kit.) Gams geführt wird. Der Haarige Gundermann ist tetraploid und eher südosteuropäisch verbreitet. Hybriden zwischen den beiden Arten wurden beobachtet. Auch die frühere Unterart Glechoma hederacea subsp. grandis (A.Gray) H.Hara aus Ostasien wird jetzt als eigene Art Glechoma grandis (A.Gray) Kuprian. geführt.

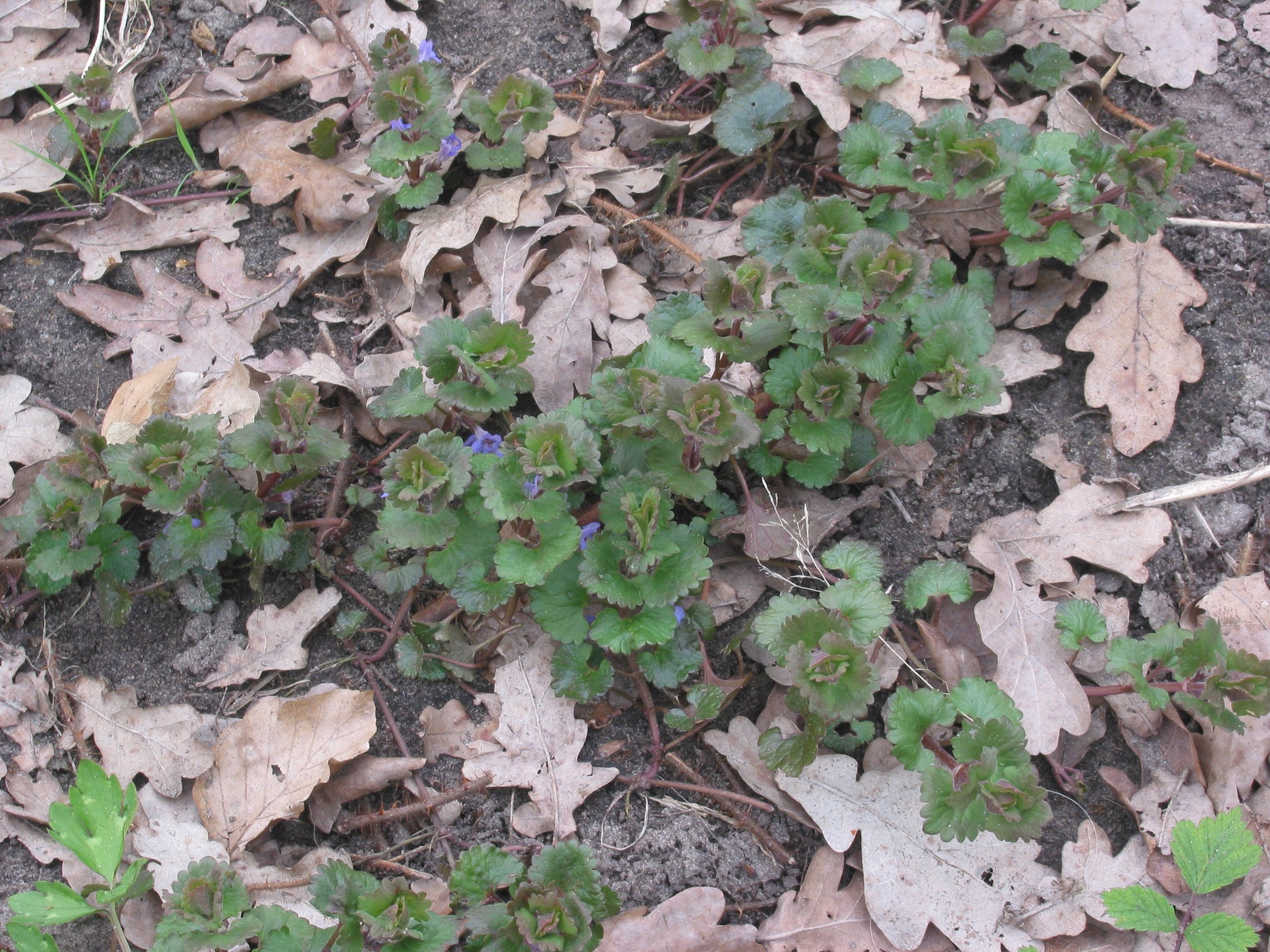
Der Blick von oben zeigt das klonale Wachstum und die einzelnen aufrechten Blühtriebe
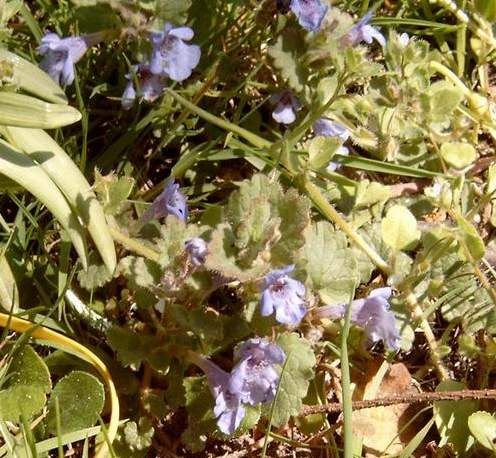
Gundermann im Rasen
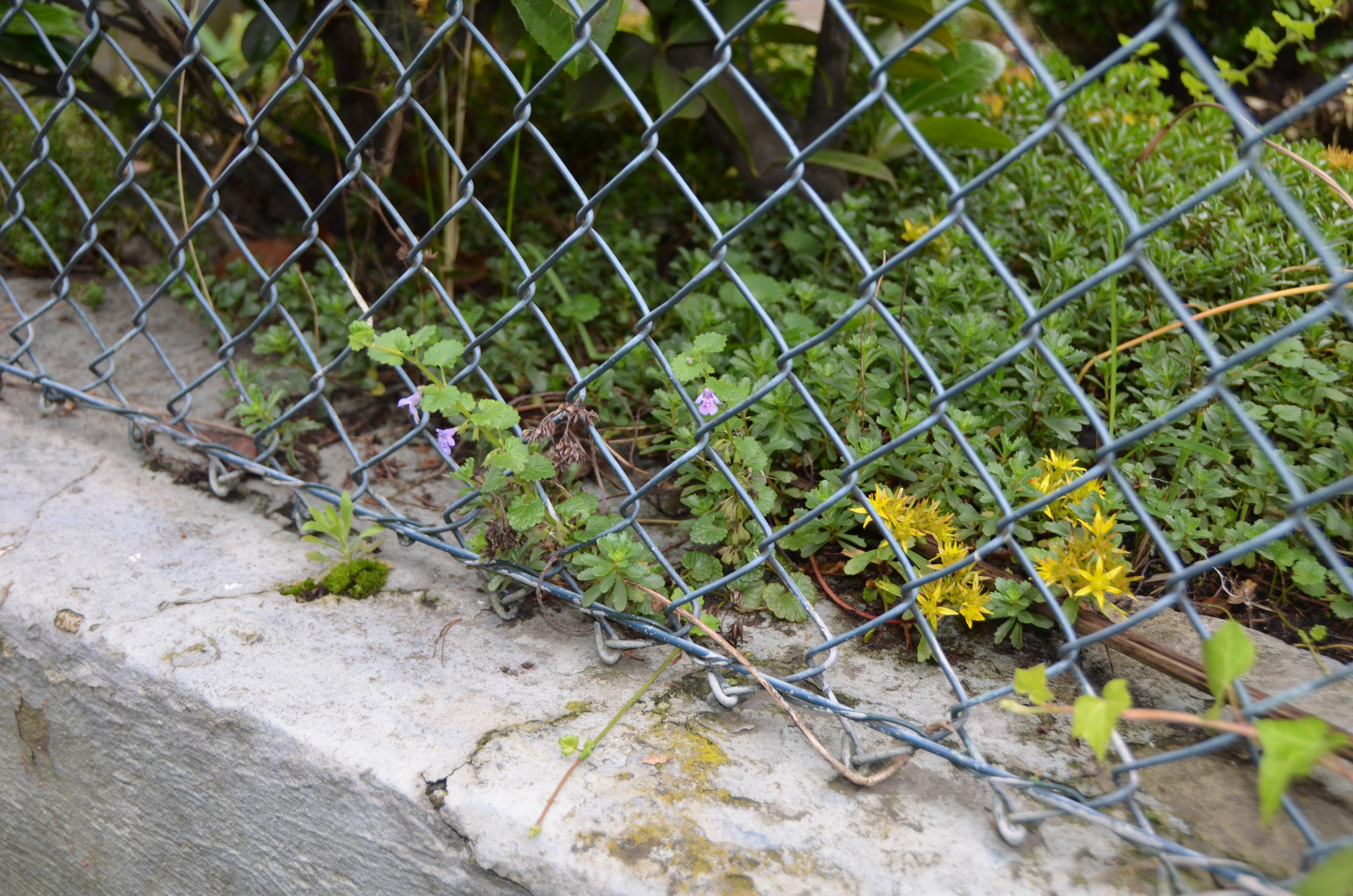
Gundermann als Wildkraut am Gartenzaun

## Name
Der heute übliche deutsche Trivialname Gundermann oder Gundelrebe leitet sich möglicherweise vom althochdeutschen/gotischen gund „Eiter“ oder „Geschwür“ ab, was auf die früher gebräuchliche Verwendung als Heilpflanze hinweisen würde. Im Althochdeutschen wurde diese Pflanze aber auch als gundareba bezeichnet, mittelhochdeutsch auch als gunderëbe. Ein weiterer Trivialname der am Boden mit efeuartig verlaufenden Ranken wachsenden, im Mittelhochdeutschen auch grundrebe genannten Pflanze ist Erd-Efeu (lateinisch Hedera terrestris oder auch Edera terrestris). Auf die Verwendung als Gewürzpflanze weist der Name Soldatenpetersilie hin. Im Niederdeutschen wurde die Pflanze in Anspielung auf ihren typischen Standort auch als Heckenkieker bezeichnet.
Die Gattungsbezeichnung Glechoma geht auf das griechische Wort glechon für Polei-Minze (Mentha pulegium) zurück und wurde von Linné auf den Gundermann übertragen. Das Artepitheton hederacea bedeutet „efeuartig, efeublättrig“.

## Verwendung
Im Frühling gesammelte junge Blätter wurden früher als Gemüse gekocht, unter anderem in Gründonnerstagsgerichten. Aufgrund der Bitterstoffe und ätherischen Öle fand die Pflanze außerdem als Gewürz Verwendung. Der Geruch und Geschmack wird als harzig-aromatisch, minzähnlich und lakritzartig beschrieben.
Vor der Kultivierung des Hopfens wurde der Gundermann aufgrund seiner Bitterstoffe zur Konservierung von Bier genutzt.
Bei der Käseherstellung wurde Gundermann als Ersatz für tierisches Lab verwendet.
Als Lebensmittelzusatzstoff hat Gundermann auch antioxidative Wirkung.
Gundermann wird und wurde selten im Garten angebaut. In der Regel wurde er gesammelt. In mittelalterlichen Klostergärten wurde er gelegentlich als Arzneipflanze gezogen. Heute wird Gundermann gelegentlich in Ziergärten gepflanzt. Im Handel sind mehrere Zuchtformen. Auffallend ist eine variegate Form mit weiß gefleckten Blättern und eine sehr reich blühende, bis 30 cm hohe Form, die sich als Bodenbedecker eignet.

## Geschichte

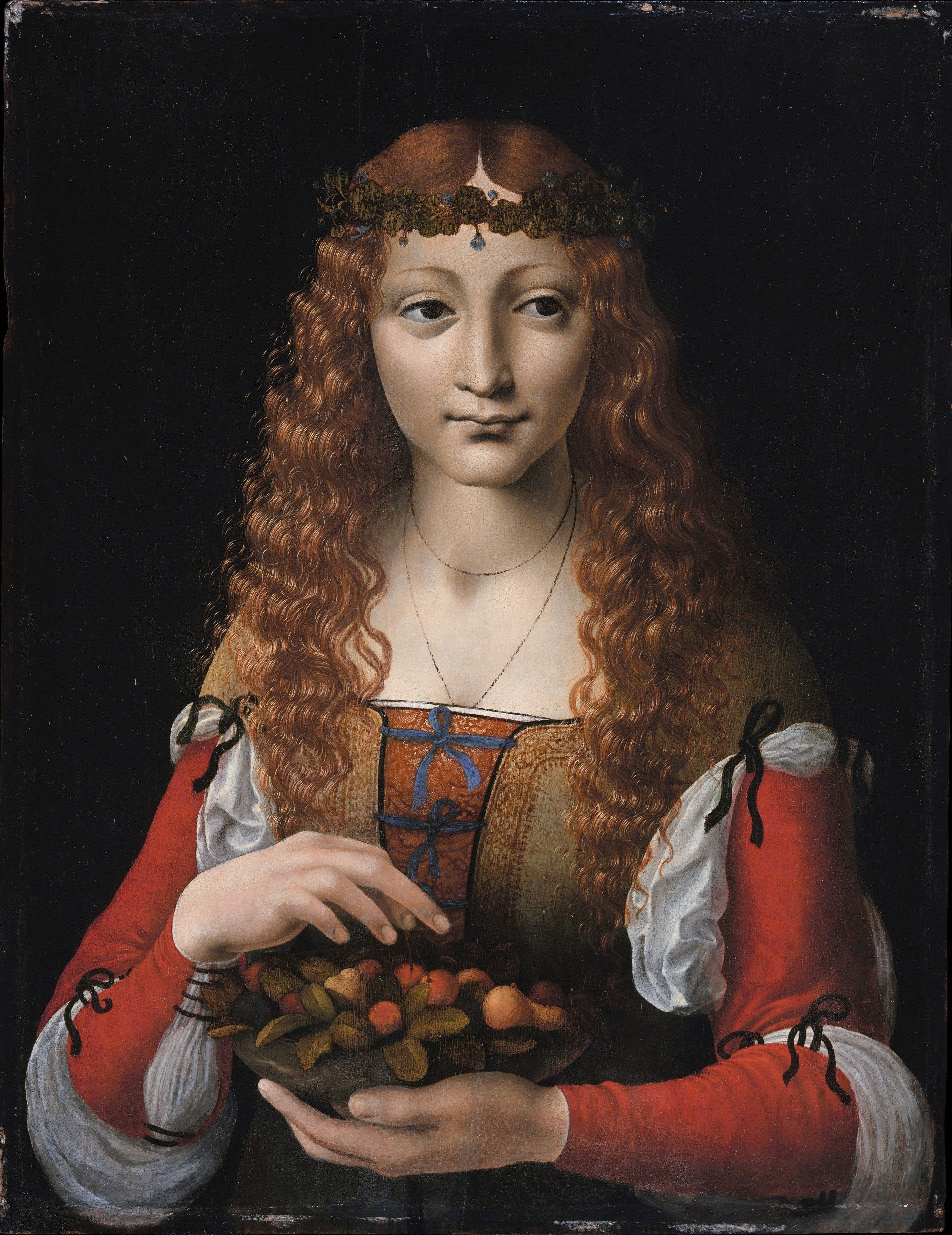
Mädchen mit Kirschen (ca. 1491–95): Porträt einer jungen Frau mit einem Kranz aus Gundermann

Der reiche und regional sehr unterschiedliche Aberglaube rund um diese Pflanzenart gilt als Hinweis, dass sie bereits bei den germanischen Völkern als Heil- und Zauberpflanze Verwendung fand. Als Heil- und Schutzzauber sollte er gegen Krankheiten wie Pest, auch gegen Hexen wirken. In vielen Regionen spielte er eine Rolle in Milchzaubern. Zur Walpurgisnacht am 1. Mai wurde der von den Germanen als Zaunkraut bezeichnete Gundermann zu Kränzen gebunden, durch die man Hexen erblicken konnte.
In der Hildegard von Bingen zugeschriebenen Physica ist die Gundelrebe erstmals sicher nachzuweisen und als „gunde reben“ bezeichnet. Dort wurde die Pflanze zur äußerlichen und innerlichen Anwendung bei Erschöpfungszuständen empfohlen. Gleiche oder ähnliche Aussagen finden sich verstreut in süddeutschen Kräuterbuchhandschriften des 15. Jahrhunderts. Vom Hildegard-Text über die „gundereben“ beeinflusst sind auch die Ausführungen des aus dem 15. Jahrhundert überlieferten „Alemannischen Kräuterbuchs“, in dem die „grundreb“ als giftwidriges Mittel beschrieben wurde. In der nordeuropäischen Volksmedizin wurde der Gundermann in diesem Sinn therapeutisch verwendet.
Die gelehrten Ärzte des Spätmittelalters und der frühen Neuzeit glaubten den Gundermann in der Beschreibung zu erkennen, die Dioskurides und Plinius von der Pflanze „Chamaikissos“ gegeben hatten. Sie übertrugen die von diesen antiken Autoren angegebenen Wirkungsangaben für den „Chamaikissos“ auf das Gundermannkraut und sie gaben ihm den Namen „Erdepheu“. Sie ergänzten die volksmedizinischen Anwendungen durch die Indikationen, welche die antiken Autoren für das „Chamaikissos“ aufzählten: Ischiaserkrankung, Milzerkrankung, Brandwunden und Leberverstopfung mit Gelbsucht. Darüber hinaus deutete Hermann von Neuenahr in seinen Annotationes aliquot herbarum den Gundermann als die „Elatine“ des Dioskurides und er übertrug die der „Elatine“ (Leinkrautart wie Echtes Leinkraut, lateinisch Linaria) zugeschriebenen Indikationen Augenentzündung und Dysenterie auch auf den Gundermann.
Am Übergang vom 18. zum 19. Jahrhundert äußerten sich die meisten Ärzte kritisch zur volksmedizinischen Anwendung des Gundermanns. Mangels Alternative tolerierten sie jedoch die Behandlung der Lungentuberkulose mit diesem Mittel.
In China wurde die Glechoma-Art Glechoma longituba (Nakai) Kuprian. (金錢草 jīn qiān cǎo) erstmals in dem 1765 erschienenen Kräuterbuch „Bencao Gangmu Shiyi“ („Ergänzungen zum Bencao Gangmu“ des Li Shizhen) erwähnt. In den aktuellen Chinesischen Arzneibüchern wird Glechoma longituba nicht aufgeführt.

### Historische Abbildungen

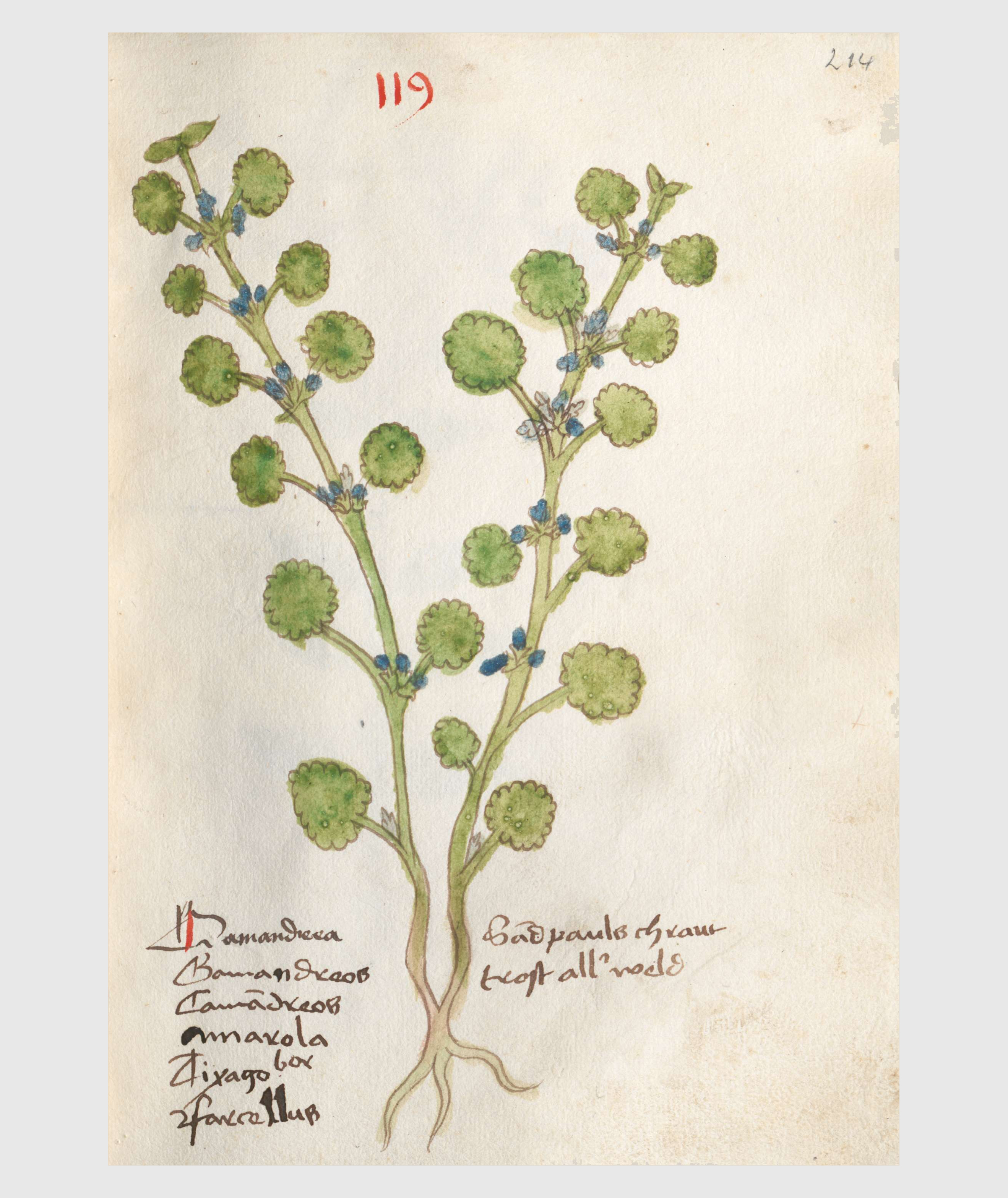
Vitus Auslasser 1479
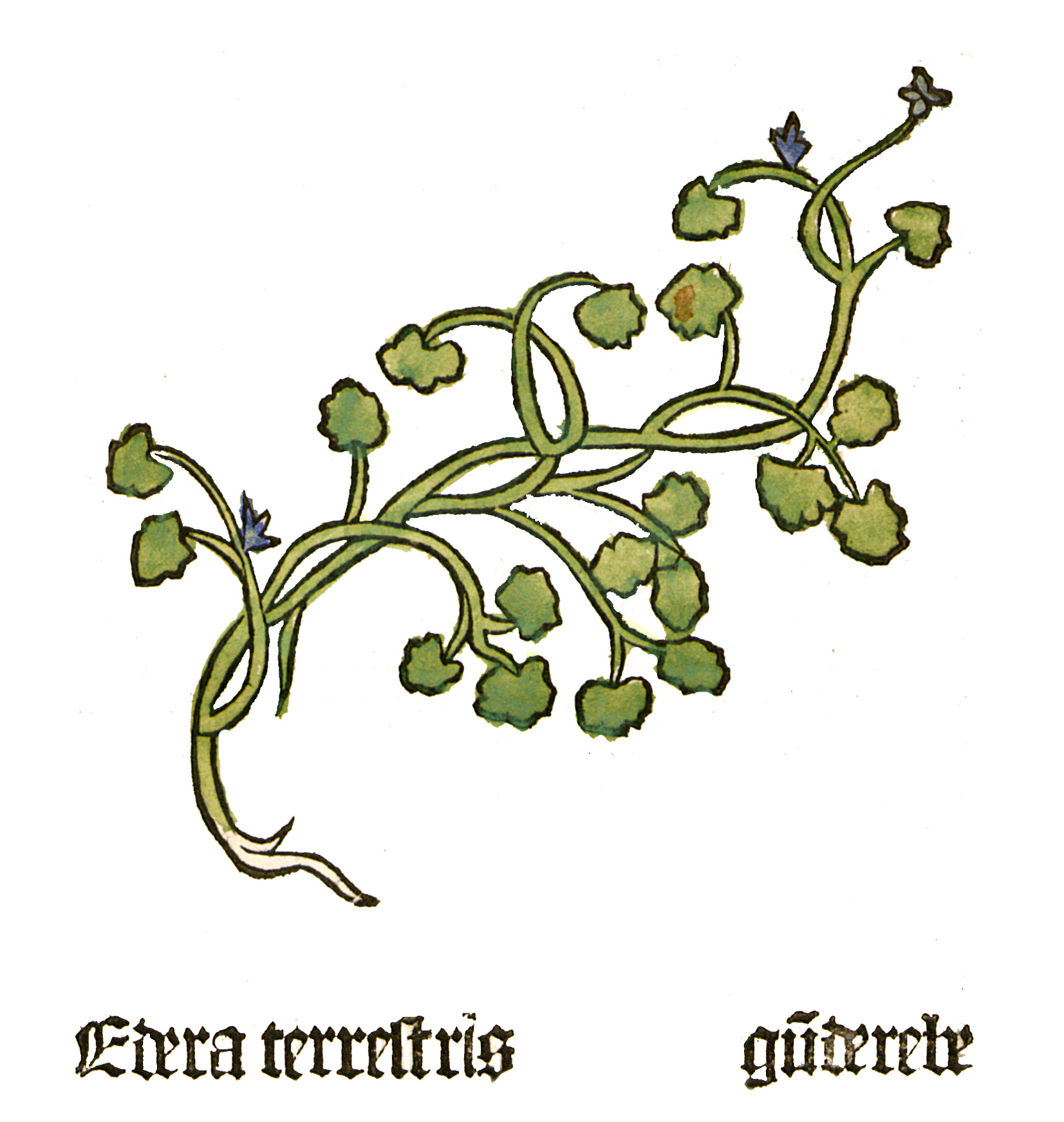
Herbarius Moguntinus 1484
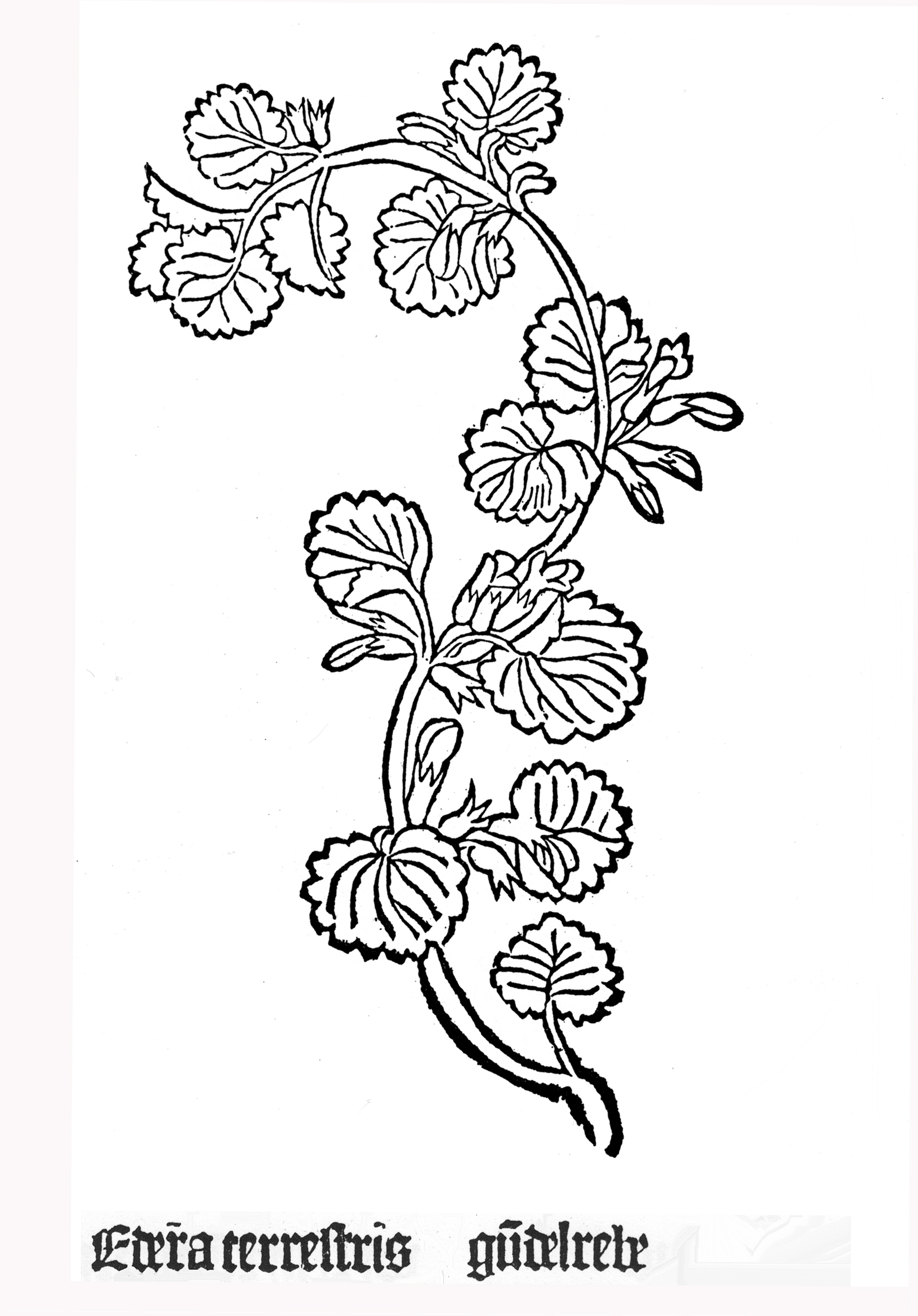
Gart der Gesundheit 1485
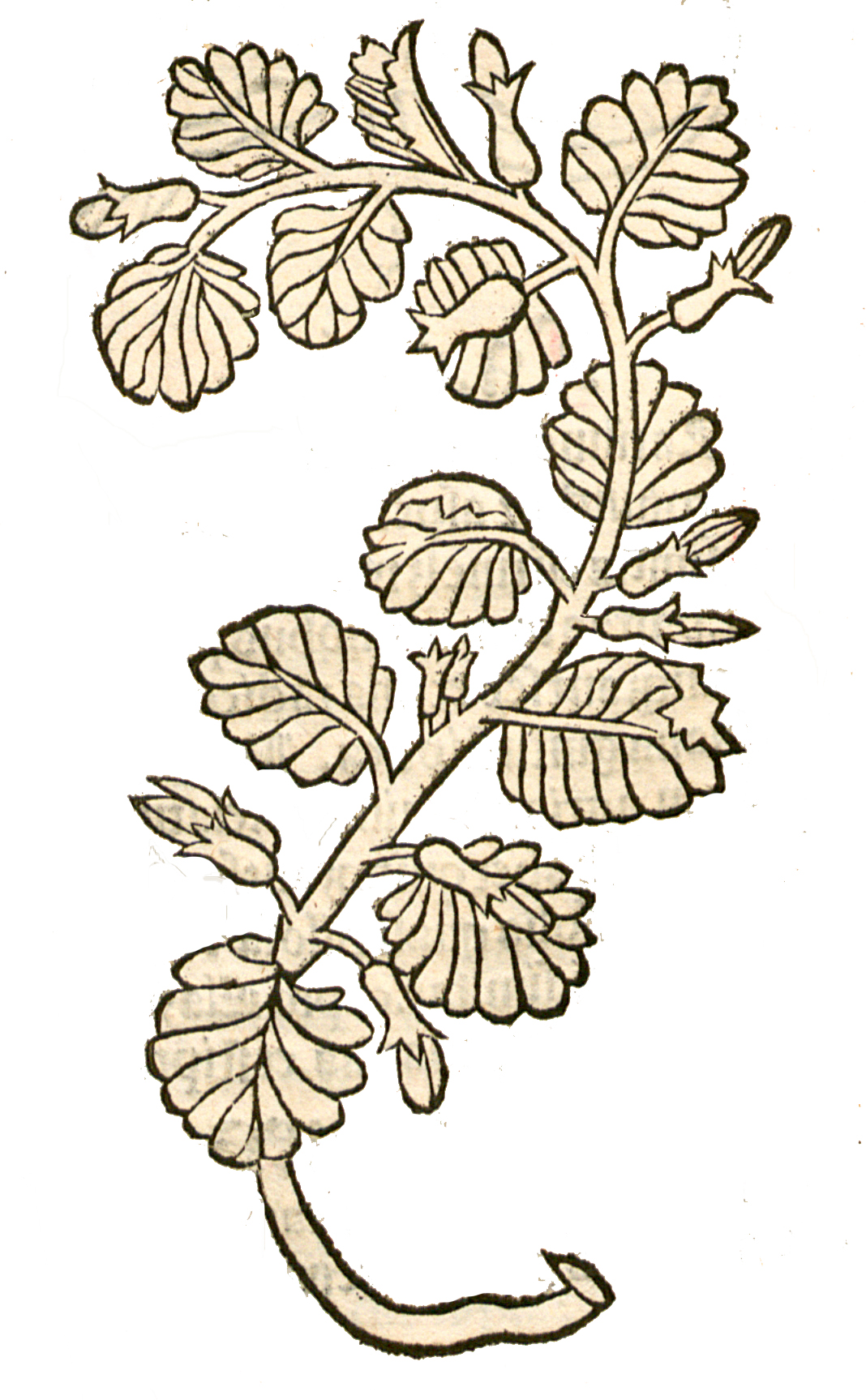
Hortus sanitatis 1491
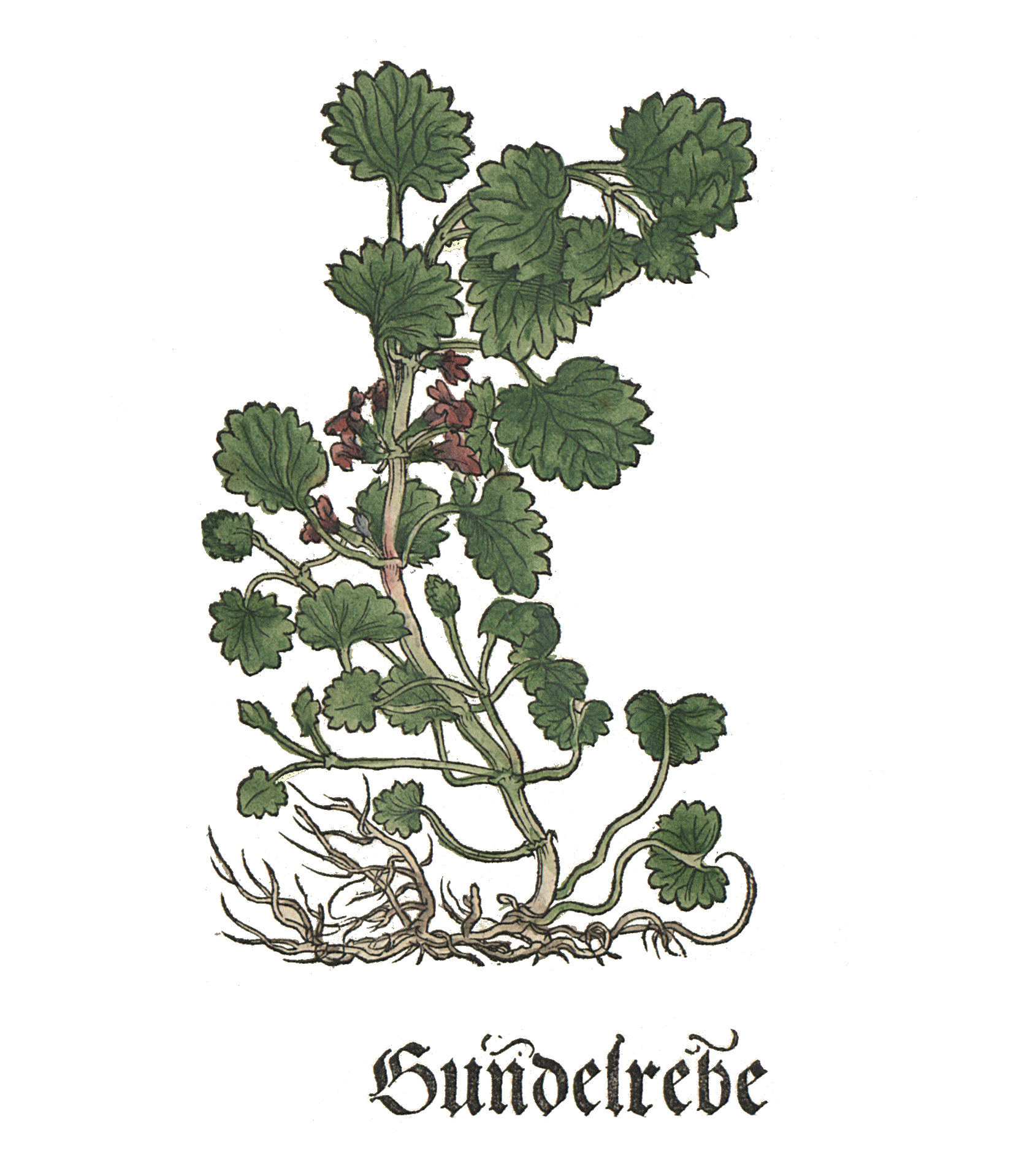
Otto Brunfels 1532
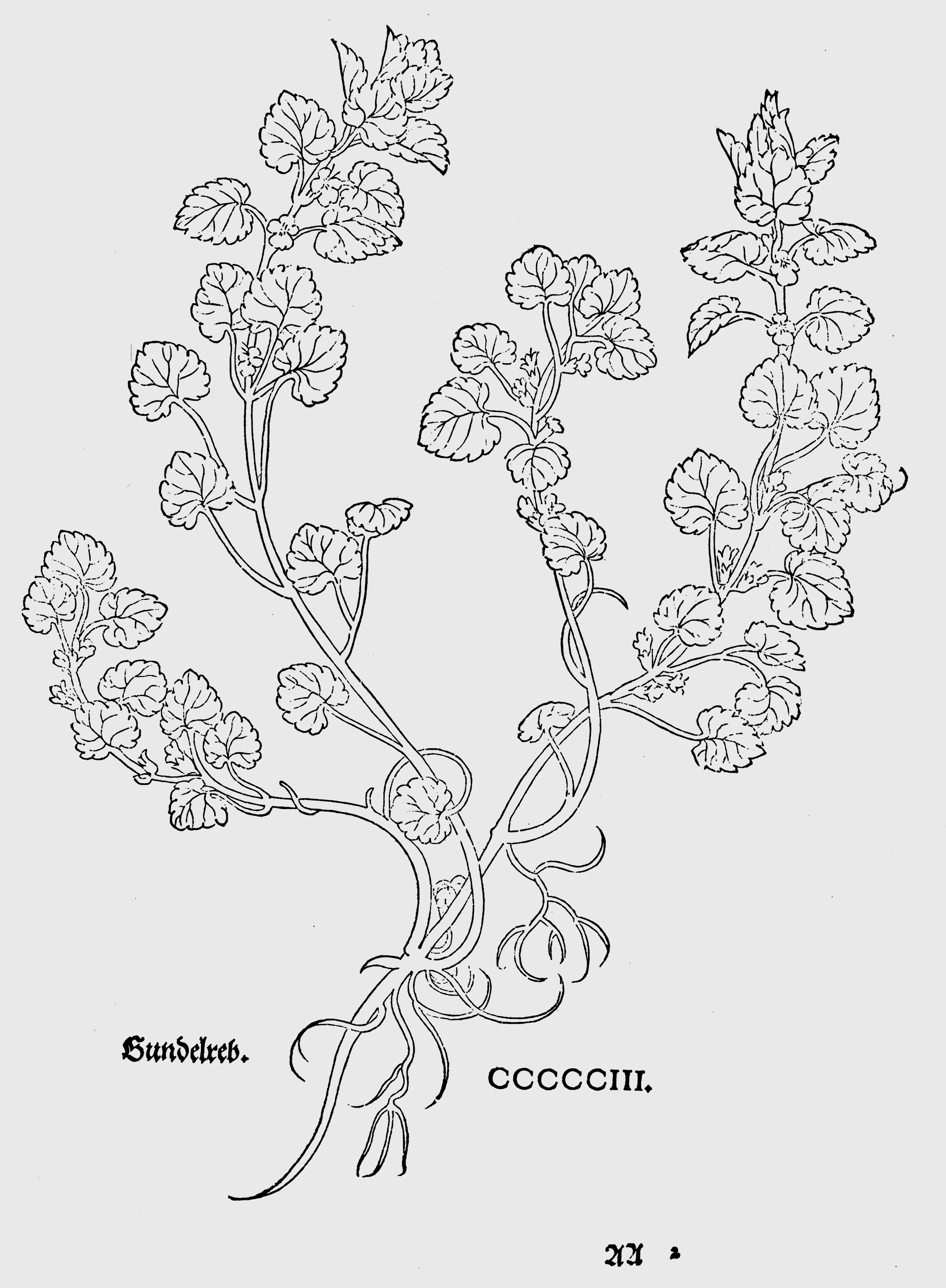
Leonhart Fuchs 1543
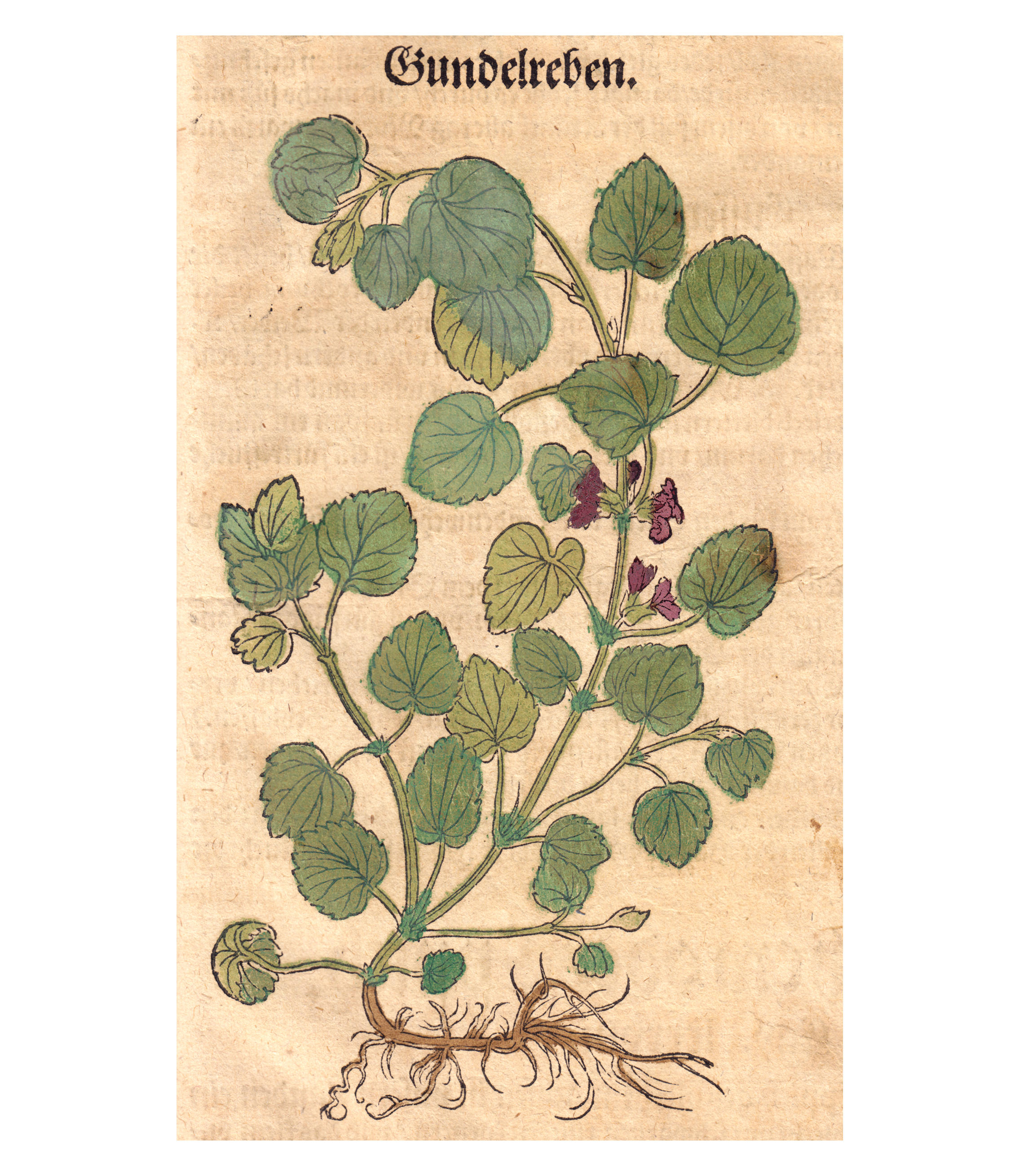
Hieronymus Bock 1546
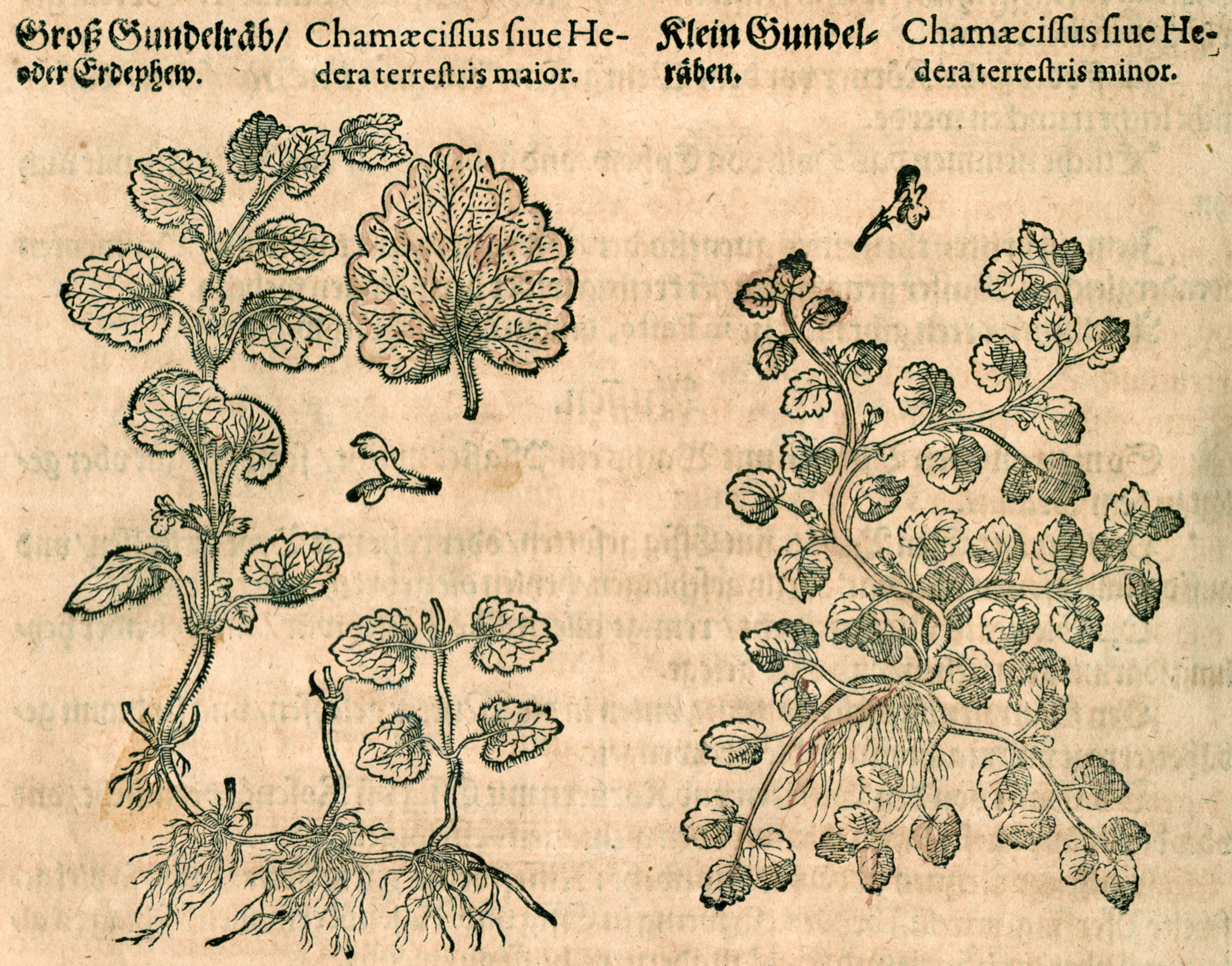
Mattioli / Handsch / Camerarius 1586